# Schmalenbachs Zeitschrift für betriebswirtschaftliche Forschung
Schmalenbachs Zeitschrift für betriebswirtschaftliche Forschung (zfbf) war eine der führenden Fachzeitschriften für die Betriebswirtschaftslehre in Deutschland. Sie erschien zusammen mit der englischsprachigen Schmalenbach Business Review (sbr).

## Geschichte
Eugen Schmalenbach gründete 1906 die Zeitung als Zeitschrift für handelswissenschaftliche Forschung. Sie sollte die Entwicklung der Betriebswirtschaftslehre als selbständige Wissenschaft fördern. Schmalenbach sagte selbst „[…] ich hatte den komischen Ehrgeiz, aus meinem Fache eine Wissenschaft zu machen“. Auf Grund der noch in den Anfängen steckenden Betriebswirtschaft war das Interesse an einer solchen Zeitschrift eher gering und so war Schmalenbach zu Beginn gezwungen einen großen Teil der Beiträge selbst zu schreiben. Zwei Ziele hatte die Zeitung bei ihrer Gründung, zum einen sollte Detailmaterial betrieblicher Abläufe beschafft werden und es sollten Aufsätze geschrieben werden, welche der Wissenschaft neue Erkenntnisse bringen. 1915 wollte Schmalenbach die Zeitung ruhen lassen, allerdings drängte sein Verlag G.A. Gloeckner ihn weiter zu schreiben, wodurch er es auch tat. 1933 legte Schmalenbach seine Herausgeberschaft, wie auch sein Lehramt an der Universität Köln, nieder. Sein Nachfolger wurde Ernst Walb, sein Schüler und ebenfalls von der Universität in Köln. Im Kriegsjahr 1944 gab es nur fünf Beiträge und in den nachfolgenden Jahren erschien keine Zeitschrift.
1949 erschien erstmals wieder eine Zeitschrift, getragen von der Schmalenbach-Vereinigung und herausgegeben von Karl Hax der TU Darmstadt. Neuer Verlag war der Westdeutsche Verlag. Ab 1963 hieß die Zeitung dann Schmalenbachs Zeitschrift für betriebswirtschaftliche Forschung, (ZfbF).
2000 erfolgte eine Änderung der Ausgaben, jeweils im Januar, April, Juli und Oktober erschien statt der deutschsprachigen zfbf nun Schmalenbachs business review (sbr) in englischer Sprache. Beide erschienen bis Ende 2015 im Verlag Handelsblatt Fachmedien (Verlagsgruppe Handelsblatt), seither wurden sie von Springer Science+Business Media verlegt.
Mit dem Ende des Jahres 2020 hat die ZfbF ihre Veröffentlichungen eingestellt. Seit Januar 2021 stellt das Schmalenbach Journal of Business Research (SBUR) die gemeinsame offizielle Zeitschrift der Schmalenbach-Gesellschaft für Betriebswirtschaft e. V. und des Verbandes der Hochschullehrer für Betriebswirtschaft e. V. (VHB) dar und ersetzt damit zugleich die bisherigen offiziellen Verbandszeitschriften Business Research (BuR) und Schmalenbach Business Review (SBR).

## Daten
Die Auflagenhöhe betrug im Jahr 2006 2.846 Exemplare. Im Januar, April, Juli und Oktober erschien die Zeitschrift in Englisch als Schmalenbachs Business Review, in den anderen Monaten erschien sie in Deutsch als Schmalenbachs Zeitschrift für betriebswirtschaftliche Forschung. Des Weiteren erschienen jährlich zwei Sonderhefte zu speziellen Themen.

## Rezeption
Das Zeitschriften-Ranking VHB-JOURQUAL (2008) stufte zfbf und sbr in die Kategorie B ein; im Teilranking ABWL belegten sie den 16. und 17. Platz.